# Gashydraulisk fjädring

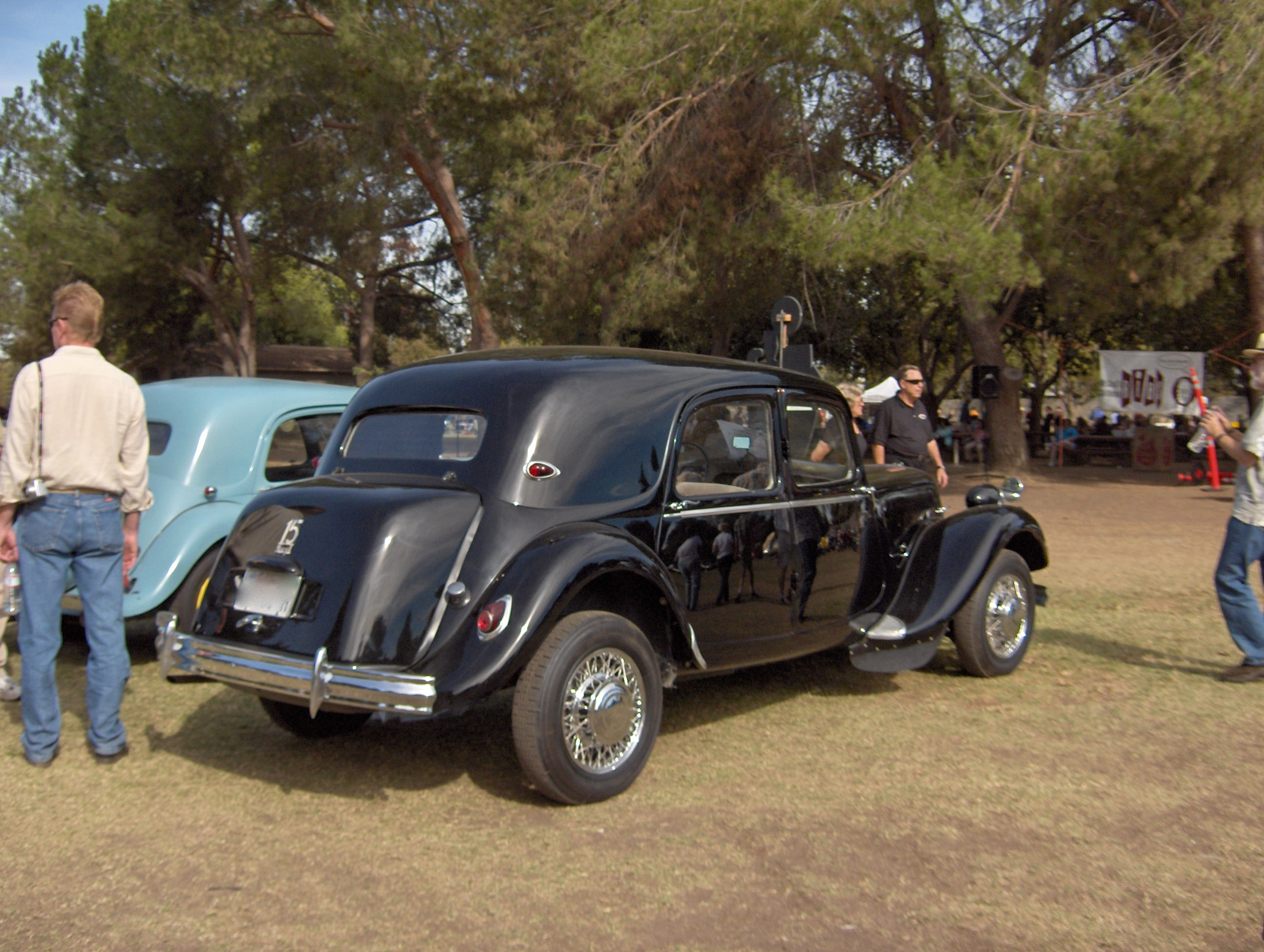
Citroën Traction Avant 15CVH med gashydraulisk fjädring på bakaxeln. Här i hög position

Gashydraulisk fjädring är ett fjädringssystem uppfunnet av Citroën som används på deras större modeller sedan 1950-talet, och även har använts på några mellanklassbilar av samma märke.

## Princip
I stället för stålfjädrar används en gasklocka vid varje hjul som fjädringselement. Gasklockan är fylld med kvävgas, som är innesluten mellan gasklockans övre del och ett rörligt gummimembran. Under membranet finns ett utrymme som är fyllt med hydraulvätska och som nedtill har en rörlig kolv som är ihopkopplad med hjulupphängningen. Vid fjädringsrörelser komprimeras gasen eller utvidgas. En nivåavkännare vid varje hjulaxel reglerar om hydraulvätska ska pumpas in eller släppas ut. Det ger möjlighet att reglera höjden för att kompensera när bilen lastas. Man kan även med ett reglage inne i bilen höja eller sänka bilen vid behov.
Gasen står alltså för fjädringen och vätskan för nivåregleringen. Fjädringen är naturligt progressiv, eftersom gasen får högre tryck och mindre volym ju mer den komprimeras. Det krävs inga separata stötdämpare, eftersom vätskan tvingas passera en strypventil när fjädringen rör sig.
Med tiden kan en del av kvävgasen läcka ut och fjädringen blir då stummare. Det åtgärdas genom att fylla på mer gas. Gasklockorna kan också bytas ut om de blir otäta.

## Fördelar
Gashydraulisk fjädring ger god komfort, och har samtidigt inbyggd nivåreglering. Nivåregleringen gör att man kan ha en mjukare fjädring än i andra bilar, utan att bilen blir nerlastad. Funktionen att höja och sänka bilen kan vara till nytta vid lastning, hjulbyten och  körning på dåliga vägar.

## Integration med andra system
I sin mest integrerade form (i Citroën DS, CX och XM) användes samma hydraulsystem för fjädring, bromsar och styrning. Trycket i de bakre gasklockorna används för bakbromsarna, vilket gör att bromskraften bak minskar när bilen kränger framåt vid inbromsningen. Samma funktion uppnås i andra bilar med hjälp av en bromstrycksregulator.
Under 2000-talet har Citroën enbart använt gashydraulisk fjädring i modellerna C5 och C6. I dessa modeller är servostyrning och bromsar inte alls inblandade, utan enbart fjädringen är inkopplad till det gashydrauliska systemet. Det har gjort det möjligt att dela komponenter med andra bilmodeller, och samtidigt har vissa varianter av C5 levererats med konventionell fjädring.   

### Säkerhet
En uppenbar risk med hydrauliken är att en större läcka skulle kunna slå ut bromsarna samtidigt som styrning och fjädring slutar fungera. Den risken har man minskat genom att de bakre bromsarna får sitt tryck från hydraulklockorna bak, medan de främre bromsarna får tryck från huvudackumulatorn. Om hydraulpumpen slutar leverera tryck, är det första som händer att bakre fjädringen sjunker ihop. Framhjulens fjädring får hjälp av en extra gasklocka, men vid en större läcka sjunker även den ihop. Sist av allt är det bromsarna som blir utan tryck, men då har fjädringen redan sjunkit ihop och lagt sig på genomslagsgummina, så då bör föraren ha upptäckt faran. Det finns också en varningslampa som varnar för lågt tryck.

## Aktiv fjädring ("hydractive")
I bland annat XM finns ett vidareutvecklat, hydractive system av fjädringen, med extra gasklockor och ventiler. De extra gasklockorna gör fjädringen mjukare vid lugn körning, men kan kopplas ur vid tuffare körning. Andra ventiler reglerar stötdämpningen. Systemet är elektroniskt styrt och kan också regleras manuellt.